# DAML+OIL
DAML+OIL er metasprog til beskrivelse af ontologier, som bygger på XML og RDF. DAML-ONT (Darpa Agent Markup Language – Ontology) og OIL (engelsk Ontology Inference Layer) flyder sammen i DAML+OIL. Sproget indeholder mange konstrukter fra rammebaserede sprog.
I dag videreudvikler man ikke længere på DAML+OIL, idet W3C-projektet Web Ontology Language (OWL) betragtes som en afløser.
| Programmering | Spire Denne artikel om datalogi eller et datalogi-relateret emne er en spire som bør udbygges. Du er velkommen til at hjælpe Wikipedia ved at udvide den. |